# Союз-28
«Союз-28» — пилотируемый космический корабль.

## Параметры полёта
- Масса аппарата — 6,8 т.
- Наклонение орбиты — 51,65°.
- Период обращения — 88,95(91,38) мин.
- Перигей — 198,9(335,8) км.
- Апогей — 275,6(364) км.

## Экипаж старта и посадки
- Командир корабля — Губарев, Алексей Александрович (2)
- Космонавт-исследователь — Ремек, Владимир (Чехословакия) (1)

## Дублирующий экипаж
- Командир корабля — Рукавишников, Николай Николаевич
- Бортинженер корабля — Пелчак, Олдржих (Чехословакия)

## Описание полёта
Вторая экспедиция посещения орбитальной научной станции «Салют-6».
В это время на станции «Салют-6» работал первый долговременный экипаж: Юрий Романенко и Георгий Гречко.
Впервые в космосе международный экипаж. Чехословакия стала третьей страной (после СССР и США), имеющей своего космонавта.